# قرية الثقافة

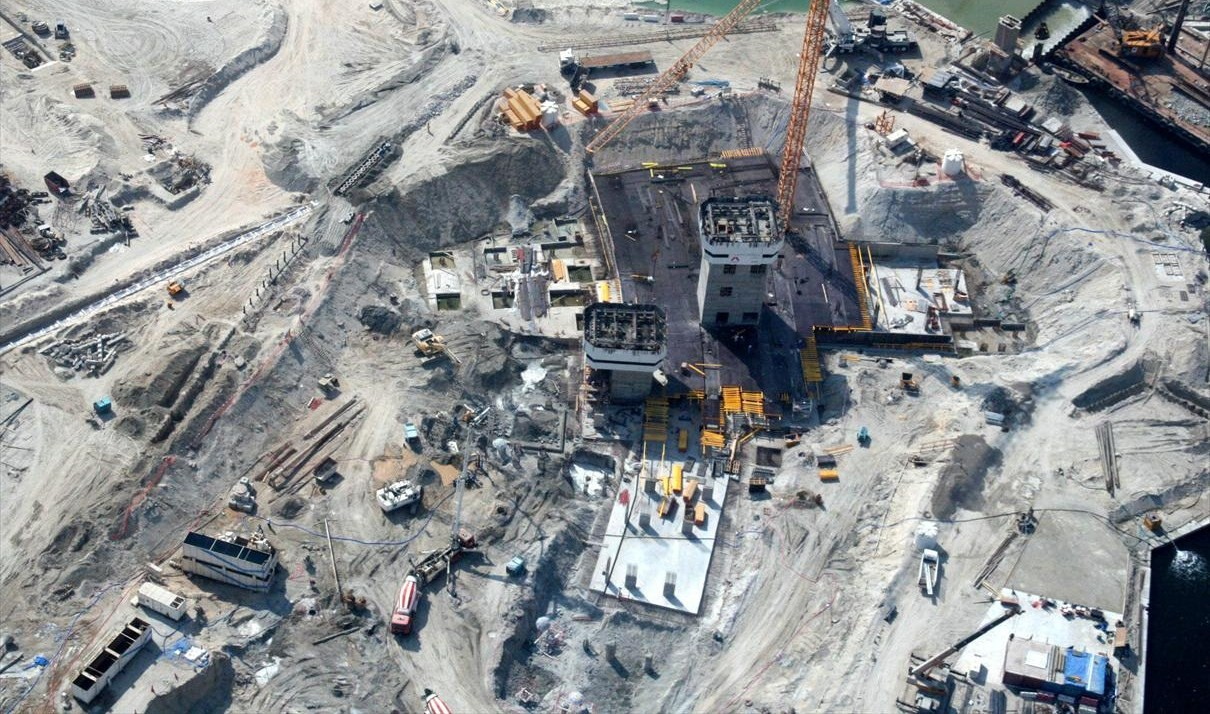
برج D1 قيد الإنشاء2007

قرية الثقافة (المعروفة أيضًا باسم الجداف) هو مشروع تطوير متعدد الأغراض يقع في الجداف، دبي، الإمارات العربية المتحدة، على طول شاطئ خور دبي على قطعة أرض تبلغ مساحتها 40,000,000 قدم مربع (3,700,000 متر مربع). عند اكتمالها ستشمل القرية مرفأ ومراكز ثقافية ومعارض وتطوير رصيف الميناء. محور هذا المشروع هو بلازو فيرساتشي دبي، الثاني في العالم بعد بلازو فيرساتشي في كوينزلاند، أستراليا.
أطلق مشروع القرية التراثية في عام 2006 من قبل مجموعة دبي العقارية، وشملت المرحلة الأولى منه برج دي 1، بينما اكتملت أعمال تطوير وإنشاء فندق بلازو فيرساتشي دبي عام 2017،تحافظ المنطقة بجميع جوانبها على التراث والتقاليد والثقافة الإماراتية، صممت جميع المشاريع بألوان وديكورات خارجية مستوحاة من فن العمارة الإسلامية، ولهذا تم التخطيط لإنشاء العديد من المعارض والمتاحف والجمعيات الأدبية، كما المدارس والمعاهد والنوادي الثقافية التي تعرض ثقافة وتاريخ المنطقة.

## مشاريع قرية دبي الثقافية

### بالازو فيرساتشي
يغطي الفندق مساحة قدرها 37,224 مترًا مربعًا، بما في ذلك المطاعم والمنتجع الصحي و169 وحدة سكنية وشقق بنتهاوس و146 غرفة فندقية و58 جناحًا.

### دبي رقم واحد (مبنى)
D1 (أي دبي رقم واحد) عبارة عن ناطحة سحاب سكنية مكونة من 80 طابقًا. يشتمل البرج المكون من 80 طابقًا على صالة شاهقة وحمام سباحة داخلي وصالة للألعاب الرياضية. يبلغ ارتفاعه 284 مترًا، ويبلغ ارتفاع برجه 350 مترًا.
وتشمل المشاريع الأخرى:
- ايريس العنبر
- نور
- يوفي ريزيدنس

## المناطق
يشمل التطوير المناطق التالية:
- منطقة سكنية
- منطقة تجارية
- منطقة البيع بالتجزئة
- منطقة التسوق